# فرانك كاميرون (لاعب كرة قدم أسترالية)
فرانك كاميرون (بالإنجليزية: Frank Cameron) هو لاعب كرة قدم أسترالية أسترالي، ولد في 17 أبريل 1892 في أربست في أستراليا، وتوفي في 6 فبراير 1986 في شيبارتون في أستراليا.

## وصلات خارجية
- فرانك كاميرون على موقع AustralianFootball.com (الإنجليزية)
- فرانك كاميرون على موقع AFLtables.com (الإنجليزية)